# 3. marinski vpadni bataljon (ZDA)
3. marinski vpadni bataljon (angleško 3rd Marine Raid Battalion) je bil bataljon Marinskega korpusa ZDA, ki je bil specializiran za amfibijsko lahko-pehotno bojevanje in za delovanje za sovražnikovimi linijami.

## Organizacija
- Štab
- 1. strelska četa

- 1. vod
- 2. vod

- 2. strelska četa
- 3. strelska četa
- 4. strelska četa
- 5. strelska četa
- 6. strelska četa

## Poveljstvo
- podpolkovnik Harry B. Liversedge (september 1942 - marec 1943)
- podpolkovnik Samuel S. Yeaton (marec - junij 1943)
- podpolkovnik Fred D. Beans (junij 1943 - januar 1944)
- major Ira J. Irwin (januar 1944)